# Liste der Kulturdenkmale in Owschlag
In der Liste der Kulturdenkmale in Owschlag sind alle Kulturdenkmale der schleswig-holsteinischen Gemeinde Owschlag (Kreis Rendsburg-Eckernförde) aufgelistet (Stand: 14. April 2025).
Die Bodendenkmale sind in der Liste der Bodendenkmale in Owschlag aufgeführt.

## Legende
In den Spalten befinden sich folgende Informationen:
- Objekt-ID: die Nummer des Kulturdenkmales
- Lage: die Adresse des Kulturdenkmales und die geographischen Koordinaten. Kartenansicht, um Koordinaten zu setzen. In der Kartenansicht sind Kulturdenkmale ohne Koordinaten mit einem roten Marker dargestellt und können in der Karte gesetzt werden. Kulturdenkmale ohne Bild sind mit einem blauen Marker gekennzeichnet, Kulturdenkmale mit Bild mit einem grünen Marker.
- Offizielle Bezeichnung: Bezeichnung des Kulturdenkmales
- Beschreibung: die Beschreibung des Kulturdenkmales
- Bild: ein Bild des Kulturdenkmales

## Bauliche Anlagen
| Objekt-ID     | Lage                                        | Offizielle Bezeichnung | Beschreibung | Bild |
| ------------- | ------------------------------------------- | ---------------------- | --- | ---- |
| 4001 Wikidata | Dorfstraße 20 (54° 23′ 36″ N, 9° 36′ 14″ O) | Fachhallenhaus         | Lindenhof, Hofstelle seit 1647, Inschrift in der Giebelwand des Gebäudes „1848“ deutet eventuell auf Erneuerung der Außenmauern hin (Änderung von Fachwerk auf Ziegelmauern), Gebäude wahrscheinlich älter. Das Anwesen befindet sich in Privatbesitz. Alteintragung (Aktualisierung vorgesehen) - Begründung: Alteintragung (Aktualisierung vorgesehen) - Schutzumfang: Alteintragung (Aktualisierung vorgesehen) - Denkmaltyp: Bauliche Anlage | BW   |

## Quelle
- Liste der Kulturdenkmale in Schleswig-Holstein – Kreis Rendsburg-Eckernförde

- Karte mit allen Koordinaten:
- OSM |
- WikiMap